# Epirhyssa raptor
Epirhyssa raptor är en stekelart som först beskrevs av Tosquinet 1903.  Epirhyssa raptor ingår i släktet Epirhyssa och familjen brokparasitsteklar. Inga underarter finns listade i Catalogue of Life.